# 516 a.C.

## Eventos
- 66a olimpíada: Ísquiro de Hímera, vencedor do estádio.[1]